# Dobromyśl, Tỉnh West Pomeranian
Dobromyśl [dɔˈbrɔmɨɕl] (tiếng Đức: Augustenhöhe)  là một ngôi làng thuộc khu hành chính của Gmina Golczewo, thuộc quận Kamień, West Pomeranian Voivodeship, ở phía tây bắc Ba Lan. Nó nằm khoảng 6 kilômét (4 mi)   phía bắc Golczewo, 16 km (10 mi) về phía đông nam Kamień Pomorski và 56 km (35 mi) về phía đông bắc của thủ đô khu vực Szczecin.
Làng có dân số 10 người.